# Acharya crassicornis
Acharya crassicornis là một loài bướm đêm trong họ Noctuidae. Loài này được tìm thấy ở Ấn Độ.